# 戈爾比亞 (智利)
39°6′S 72°41′W / 39.100°S 72.683°W

戈爾比亞（西班牙語：Gorbea），是智利的城市，位於該國南部阿勞卡尼亞大區的考丁省，始建於1887年，面積694.5平方公里，海拔高度80米，2017年人口14,414人，人口密度每平方公里21人。